# 忍者シリーズ
『忍者シリーズ』（にんじゃシリーズ）は、1961年5月7日から同年5月28日まで日本テレビ系列局で放送されていた日本テレビ製作のドキュメンタリー仕立ての時代劇である。共進社油脂工業（現：牛乳石鹸共進社）の一社提供で、日本テレビ系列局では初となった提供番組でもある。全4話。放送時間は毎週日曜 18:30 - 19:00 （日本標準時）。

## 出演者
- 倉田爽平
- 天知茂
- 佐々木孝丸
- 天路圭子

## スタッフ
- 脚本：丸根賛太郎
- 演出：早川恒夫
- 制作：日本テレビ